# Tadeusz Trelka
Tadeusz Trelka (ur. 30 stycznia 1946 w Tuczempach) – polski polityk, rolnik, poseł na Sejm X kadencji (1989–1991).

## Życiorys
Ukończył w 1965 technikum drogowe w Jarosławiu, a w 2004 studia administracyjne na Wydziale Prawa i Administracji Uniwersytetu Marii Curie-Skłodowskiej w Lublinie. Prowadził indywidualne gospodarstwo rolne. Po ukończeniu technikum rozpoczął pracę jako pracownik cywilny wojska, następnie w Rejonie Eksploatacji Dróg Publicznych w Nowym Targu. Od 1975 prowadził indywidualne gospodarstwo rolne.
Na początku lat 80. organizował struktury Niezależnego Samorządnego Związku Zawodowego Rolników Indywidualnych „Solidarność”, był członkiem władz lokalnych i wojewódzkich oraz Rady Krajowej NSZZ RI „S”. W stanie wojennym został internowany na około trzy miesiące.
Sprawował mandat posła na Sejm X kadencji z ramienia Komitetu Obywatelskiego, wybranego w okręgu przemyskim.
Od 1992 zatrudniony w Zakładach Obsługi Drogowego Przejść Granicznych w Medyce i Korczowej, zajmował się organizacją cywilnej administracji drogowej przejścia granicznego. Do stycznia 2008 był kierownikiem drugiego z nich.
Związany z Prawem i Sprawiedliwością, w wyborach parlamentarnych w 2005 bezskutecznie ubiegał się o mandat poselski z listy tej partii.
W 2006 został odznaczony Krzyżem Semper Fidelis, a w 2007 za zasługi w działalności na rzecz przemian demokratycznych w Polsce Złotym Krzyżem Zasługi. W 2012 odznaczony Krzyżem Wolności i Solidarności.